# Lasse Nordås
Lasse Selvåg Nordås (Lillestrøm, 10 febbraio 2002) è un calciatore norvegese, attaccante del Luton Town.

## Carriera

### Club
Nordås è cresciuto nelle giovanili del Lillestrøm. In vista della stagione 2020, Nordås è passato allo Strømmen, compagine militante in 1. divisjon. Ha esordito in squadra il 3 luglio, subentrando a Mahmoud Laham nella sconfitta per 4-0 subita sul campo dell'Ullensaker/Kisa. Il 3 agosto successivo ha trovato la prima rete in squadra, nel pareggio per 1-1 maturata in casa del Raufoss.
L'11 maggio 2021, Nordås si è trasferito al Bodø/Glimt. Il 27 maggio seguente ha esordito in Eliteserien, sostituendo Erik Botheim nella vittoria casalinga per 2-0 sull'Haugesund. Il 16 giugno 2021 è arrivata la prima rete, nel successo per 7-2 sullo Strømsgodset. Il 7 luglio 2021 ha giocato la prima partita nelle competizioni europee per club, quando ha sostituito Pernambuco nella partita persa per 2-3 contro il Legia Varsavia, sfida valida per le qualificazioni alla Champions League 2021-2022. Ha contribuito alla vittoria finale del campionato 2021.
Il 13 agosto 2022 è passato al Tromsø con la formula del prestito. Il 14 agosto ha quindi esordito in squadra, sostituendo Jasse Tuominen nella vittoria per 2-1 arrivata sul Kristiansund BK. L'11 settembre 2022 ha trovato la prima rete, nella vittoria per 3-2 sul Bodø/Glimt. A fine stagione, ha fatto ritorno al club d'appartenenza.
Il 5 luglio 2023, nell'ambito della trattativa che ha portato Daniel Bassi al Bodø/Glimt, Nordås ha fatto ritorno al Tromsø a titolo definitivo: il trasferimento sarebbe stato ratificato dal 1º agosto, data di riapertura del calciomercato locale.
Il 3 febbraio 2025 passa a titolo definitivo al Luton Town.

## Statistiche

### Presenze e reti nei club
Statistiche aggiornate al 1º agosto 2023.
| Stagione          | Club              | Campionato        | Campionato | Campionato | Coppe nazionali | Coppe nazionali | Coppe nazionali | Coppe continentali | Coppe continentali | Coppe continentali | Supercoppe | Supercoppe | Supercoppe | Totale | Totale |
| Stagione          | Club              | Comp              | Pres       | Reti       | Comp            | Pres            | Reti            | Comp               | Pres               | Reti               | Comp       | Pres       | Reti       | Pres   | Reti   |
| ----------------- | ----------------- | ----------------- | ---------- | ---------- | --------------- | --------------- | --------------- | ------------------ | ------------------ | ------------------ | ---------- | ---------- | ---------- | ------ | ------ |
| 2020              | Strømmen          | 1D                | 26         | 9          | -               | -               | -               | -                  | -                  | -                  | -          | -          | -          | 26     | 9      |
| 2021              | Bodø/Glimt        | ES                | 11         | 2          | CN              | 3               | 4               | UCL+UECL           | 2+5                | 0                  | -          | -          | -          | 21     | 6      |
| gen.-ago. 2022    | Bodø/Glimt        | ES                | 1          | 0          | CN              | 0               | 0               | UCL                | 0                  | 0                  | -          | -          | -          | 1      | 0      |
| ago.-dic. 2022    | Tromsø            | ES                | 14         | 2          | CN              | 1               | 0               | -                  | -                  | -                  | -          | -          | -          | 15     | 2      |
| gen.-lug. 2023    | Bodø/Glimt        | ES                | 10         | 0          | CN+CN           | 2+4             | 0               | UECL               | 0                  | 0                  | -          | -          | -          | 16     | 0      |
| Totale Bodø/Glimt | Totale Bodø/Glimt | Totale Bodø/Glimt | 22         | 2          |                 | 9               | 4               |                    | 7                  | 0                  |            | -          | -          | 38     | 6      |
| ago.-dic. 2023    | Tromsø            | ES                | 0          | 0          | CN              | 0               | 0               | -                  | -                  | -                  | -          | -          | -          | 0      | 0      |
| Totale Tromsø     | Totale Tromsø     | Totale Tromsø     | 14         | 2          |                 | 1               | 0               |                    | -                  | -                  |            | -          | -          | 15     | 2      |
| Totale            | Totale            | Totale            | 62         | 13         |                 | 10              | 4               |                    | 7                  | 0                  |            | -          | -          | 79     | 17     |